# Jalcomulco (kommun)
Jalcomulco är en kommun i Mexiko.   Den ligger i delstaten Veracruz, i den sydöstra delen av landet, 250 km öster om huvudstaden Mexico City.
Följande samhällen finns i Jalcomulco:
- Tacotalpan